# Martha Butte
Martha Butte, geborene Riedel (* 4. April 1912 in Berlin; † 2000 ebenda), war eine deutsche Arbeiterin, Arbeitersportlerin und Widerstandskämpferin gegen den Nationalsozialismus der Uhrig-Römer-Gruppe.

## Leben
Martha Riedel stammt aus einer Arbeiterfamilie. Sie wurde als zweites Kind des Zinkgießers August Riedel und seiner Ehefrau Anna Riedel, geborene Richter, geboren. Ihr älterer Bruder war der Widerstandskämpfer und 1944 hingerichtete Fritz Riedel (1908–1944).
Martha Riedel besuchte die Volksschule, anschließend absolvierte sie eine Lehre als Verkäuferin. Wie ihr Bruder war sie in der Arbeitersportbewegung aktiv und ab 1929 auch Mitglied der Kommunistischen Partei Deutschlands.
Über ihren Bruder Fritz war sie ab 1940 fest in der Widerstandsgruppe um Josef Römer und ihren Bruder Fritz Riedel aktiv. Darüber lernte sie ihren Ehemann Fritz Butte kennen und heiratete ihn im selben Jahr.
Sie erledigte Schreibarbeiten und stellte auch mehrfach ihre Wohnung in Berlin-Kaulsdorf (am Birkenwerder 11) für illegale Treffen und die Herstellung von Schriftgut zur Verfügung. Martha Butte arbeitete als kaufmännische Angestellte in einer AEG-Fabrik in Treptow. Dort arbeiteten neben ihrem Bruder und ihrem Ehemann weitere Widerständige (u. a. Werner Seelenbinder).
Am 29. April 1942 wurde Martha Butte das erste Mal verhaftet, am 22. Mai 1942 aber vermutlich aufgrund ihrer Schwangerschaft entlassen. Am 27. April 1944 wurde Martha Butte erneut verhaftet und wegen „Vorbereitung zum Hochverrat“ zu fünf Jahren Zuchthaus und fünf Jahren Ehrverlust verurteilt. Bis zur Befreiung durch US-amerikanische Truppen verblieb Martha Butte im Konzentrationslager Witten/Annen.
Anschließend kehrte sie nach Berlin zurück und lebte in der DDR. Sie starb 2000 in Berlin.